# BrookGPU
BrookGPU fue desarrollado por la Universidad de Stanford, es un grupo de compiladores y aplicaciones basadas en el lenguaje Brook para utilizar con unidades de procesamiento gráfico (GPU). la programación con unidades GPU es continuamente abreviada con el nombre de General-purpose computing on graphics processing units (GPGPU). Para usar este programa es necesario una unidad de procesamiento gráfico (GPU) tipo ATI, NVIDIA o Gráficos integrados Intel, capaces de soportar gran paralelismo.
BrookGPU compila programas escritos en Brook, una extensión de ANSI C diseñado para incorporar computación de datos paralelos y aritméticos con un eficaz y familiar lenguaje. respecto al modelo general de programación, por flujo de datos tipo por Stream, ofrece 2 grandes ventajas respecto a estos: 
- Paralelismo de datos: permite al programador especificar cómo realizar las mismas operaciones en paralelo sobre diferentes datos.

- Intensidad aritmética: le da a los programadores el poder para minimizar la comunicación global de las operaciones y maximizar la comunicación local de las mismas

Muchos de los progresos en este lenguaje se han visto en el proyecto de computación distributiva Folding@home, además con el fin de expandir las nuevas técnicas GPGPU, viene bajo licencia GPL, y así abrir las puertas a nuevos programadores de Direct3D, OpenGL o hasta Close to Metal sin dejar los detalles implementados en estos dichos lenguajes.[cita requerida]
- Datos: Q4354155